# Jerzy Chromik
Jerzy Chromik  (né le 15 juin 1931 à Kosztowy et mort le 21 octobre 1987 à Katowice) est un athlète polonais, spécialiste du 3 000 m steeple.

## Biographie
Le 31 août 1955 à Brno, Jerzy Chromik établit un nouveau record du monde du 3 000 m steeple en 8 min 41 s 2, améliorant de près de quatre secondes l'ancienne meilleure marque mondiale réalisée quelques jours plus tôt par le Finlandais Pentti Karvonen, puis égale son propre record mondial le 11 septembre 1955 à Budapest.
Jerzy Chromik établit un nouveau record du monde du steeple le 2 août 1958 à Varsovie en signant le temps de 8 min 32 s 0, soit 5 dixièmes de mieux que la performance du Soviétique Semyon Rzhishchin établie quelques jours plus tôt à Tallinn. Figurant parmi les favoris des Championnats d'Europe de Stockholm, le Polonais s'adjuge le titre continental en 8 min 38 s 2, devant Semyon Rzhishchin et l'Allemand Hans Hüneke. Il remporte le Cross de L'Humanité en 1959.
Il participe aux Jeux olympiques de 1956 et de 1960 mais est éliminé dès les séries.

## Palmarès
| Date | Compétition           | Lieu      | Résultat | Épreuve         | Temps        |
| ---- | --------------------- | --------- | -------- | --------------- | ------------ |
| 1958 | Championnats d'Europe | Stockholm | 1er      | 3 000 m steeple | 8 min 38 s 2 |

## Records
| Épreuve         | Performance  | Lieu     | Date        |
| --------------- | ------------ | -------- | ----------- |
| 3 000 m steeple | 8 min 32 s 0 | Varsovie | 2 août 1958 |